# Лои, Франческо
Франческо Лои (итал. Francesco Loi; 21 февраля 1891, Кальяри — 9 марта 1977, Модена, Эмилия-Романья) — итальянский гимнаст, чемпион летних Олимпийских игр 1912 и 1920 годов в командном первенстве.